# Pigeonnier du Fort
Le pigeonnier du Fort est situé sur le territoire de la commune de Monestrol, à quelques centaines de mètres du village de Montgeard et de son château dont il dépendait autrefois. C’est l’un des plus importants et des plus beaux pigeonniers du Lauragais.
Le pigeonnier du Fort n’est pas inscrit au titre des monuments historiques.

## Histoire
Le pigeonnier du Fort a été construit pendant la deuxième moitié du XVIe siècle par les Durand, riche famille de marchands pasteliers de Montgeard.
La construction d’un pigeonnier étant un privilège noble réservé aux seigneurs hauts justiciers, le pigeonnier du Fort a surement été construit après 1554, date à laquelle Guillaume Durand a racheté les droits seigneuriaux sur le village à Catherine de Médicis.
À l’origine isolé à l’entrée du village, sur un lieu élevé donc visible de loin, le pigeonnier du Fort servait à affirmer le prestige social des Durand.

## Description
Le pigeonnier du Fort est un colombier de type tour cylindrique. Ses dimensions importantes (8 m de haut pour 4 m de diamètre) sont, comme le nombre de boulins, proportionnelles à la surface du domaine d’origine. Formant une tour ronde et massive, il s’apparente au pigeonnier classé dit « du Bouyssou » de Cintegabelle, avec un toit à quatre clochetons et une lanterne centrale. Le mur extérieur est pourvu d’une corniche de pierre située au tiers supérieur de sa hauteur et servant à interdire la montée aux rongeurs.
L’intérieur, voûté d’une coupole en brique présente un alignement de quelque 950 trous. Au centre, un pilier de bois porte une échelle tournante qui sert à atteindre les nids.